# Жан Руш
Жан Руш (31 май 1917, Париж - 18 февруари 2004, Нигер) е френски режисьор и антрополог. Смятан е за един от основателите на „синема верите“ (cinéma Vérité) във Франция. Работи като режисьор над 60 години в Африка.

## Филмография
- „Лудите господари“ – 1954
- „Аз, един черен“ – 1959
- „Човешката пирамида“ – 1960
- „Хроника на едно лято“ – 1960
- „Лов на лъв с лък“ – 1965 и др.